# Fatuha
Fatuha, auch Fatwah, ist eine Stadt im indischen Bundesstaat Bihar. Sie zählt zur Metropolregion von Patna.
Die Stadt ist Teil des Distrikts Patna. Fatuha hat den Status eines Nagar Panchayat. Die Stadt ist in 23 Wards gegliedert. Sie hatte am Stichtag der Volkszählung 2011 insgesamt 50.961 Einwohner, von denen 26.953 Männer und 24.008 Frauen waren. Hindus bilden mit einem Anteil von über 94 % die größte Gruppe der Bevölkerung in der Stadt gefolgt von Muslimen mit über 5 %. Die Alphabetisierungsrate lag 2011 bei 70,19 % und damit unter dem nationalen Durchschnitt.
Fatuha liegt 24 km östlich von Patna, der Hauptstadt von Bihar. Fatuha ist ein wichtiges Industriezentrum, das für seine Kleinindustrie und Handelsmärkte bekannt ist.
Die Stadt verfügt über einen eigenen Bahnhof.